# 輪島市立仁岸小学校
輪島市立仁岸小学校（わじましりつ にぎししょうがっこう）は、石川県輪島市にあった小学校。

## 沿革
- 1979年（昭和54年）4月1日 剱地小学校、馬渡小学校が統合し門前町立仁岸小学校が設立。
- 2006年（平成18年）
  - 2月1日 門前町が合併して輪島市となり輪島市立仁岸小学校と改称する。
  - 4月1日 松風台小学校と統合し輪島市立門前西小学校が設立される。

## 通学区域
- 輪島市 門前町剱地、門前町大泊、門前町赤神、門前町腰細、門前町舘分、門前町馬場、門前町滝町、門前町馬渡、門前町清沢、門前町切挟、門前町西中谷、門前町久川、門前町窕、門前町神明原、門前町木原月、門前町大釜、門前町上代、門前町黒岩、門前町入山、門前町渡瀬、門前町飯川谷

## 進学
- 卒業生は1996年までは剱地中学校に1997年からは門前中学校に進学した。